# Automóvil Club Argentino
Der Automóvil Club Argentino (ACA) ist Argentiniens größter Automobilclub. Er wurde am 11. Juni 1904 von Dalmiro Varela Castex gegründet, der 1892 das landesweit erste eingetragene Automobil, einen Daimler, importiert hatte. 
Die Organisation betreute das erste argentinische Autorennen im Jahre 1906 und wurde 1926 ein Mitglied der Fédération Internationale de l’Automobile (FIA).